# Shāhpur (ort i Indien, Bihar)
Shāhpur är en ort i Indien.   Den ligger i distriktet Bhojpur och delstaten Bihar, i den nordöstra delen av landet, 800 km öster om huvudstaden New Delhi. Shāhpur ligger 66 meter över havet och antalet invånare är 15 850.
Terrängen runt Shāhpur är mycket platt. Runt Shāhpur är det tätbefolkat, med 790 invånare per kvadratkilometer. Närmaste större samhälle är Jagdīspur, 15,0 km söder om Shāhpur. Trakten runt Shāhpur består till största delen av jordbruksmark.